# Simrishamn
Simrishamn ist ein Ort (tätort) in der südschwedischen Provinz Skåne län und der historischen Provinz Schonen, an der Ostsee gelegen.
Der Name der Hafenstadt leitet sich von den Worten simris für Springquelle oder wasserreiche Fläche und hamn für Hafen ab. Simrishamn ist Hauptort der gleichnamigen Gemeinde.

## Geschichte
Anfänglich war Simrishamn ein kleines Fischerdorf zur Versorgung der westlich gelegenen Stadt Tumathorp (heute Östra Tommarp). Es gehörte wie die gesamte Region zu Dänemark. In der Heimskringla wird berichtet, wie der Norweger Sigurd Jorslafare 1123 nach Simrishamn (Svimvaros) segelte, um danach die Stadt Tumathorp zu plündern.
Die Kirche St. Nicolai wird schon in einer Urkunde von 1161 erwähnt und ist seit dieser Zeit ein Richtpunkt für die Schifffahrt. Nach einem großen Stadtbrand in Tumathorp gewann Simrishamn, das damals Simmershavn hieß, immer mehr an Bedeutung. In der Regierungszeit von Christian IV. blühte der Ort auf, doch 1655 wurden große Teile der Bevölkerung von der Pest niedergestreckt.
Durch den Frieden von Roskilde kam Simrishamn 1658 zusammen mit Schonen und anderen Gebieten zu Schweden. Noch bis in die 1980er-Jahre hatte die Stadt Schwedens größte Fischereiflotte, doch heute wird diese durch Fangauflagen und Mangel an Fisch stark beeinträchtigt.

## Verkehr
Simrishamn ist durch die Bahnstrecke Ystad–Simrishamn mit Ystad verbunden. Die Strecke wird im Personenverkehr von der Pågatåg-Linie 6 befahren, die über Ystad hinaus weiter nach Malmö und Lund führt.
Bis 2014 gab es eine Fährverbindung von Simrishamn nach Allinge-Sandvig auf der dänischen Insel Bornholm.

## Partnerstädte
- Kołobrzeg (Kolberg), Polen
- Barth, Mecklenburg-Vorpommern
- Palanga, Litauen
- Bornholm, Dänemark

## Persönlichkeiten
- Emilia Fogelklou (1878–1972), Theologin, Religionshistorikerin und Autorin
- Birgit Rausing (* 1924), Kunsthistorikerin
- Percy Barnevik (1941–2025), Manager
- Helena Harrysson (* 1953), Schriftstellerin
- Marie Svensson (* 1967), Tischtennisspielerin

## Galerie

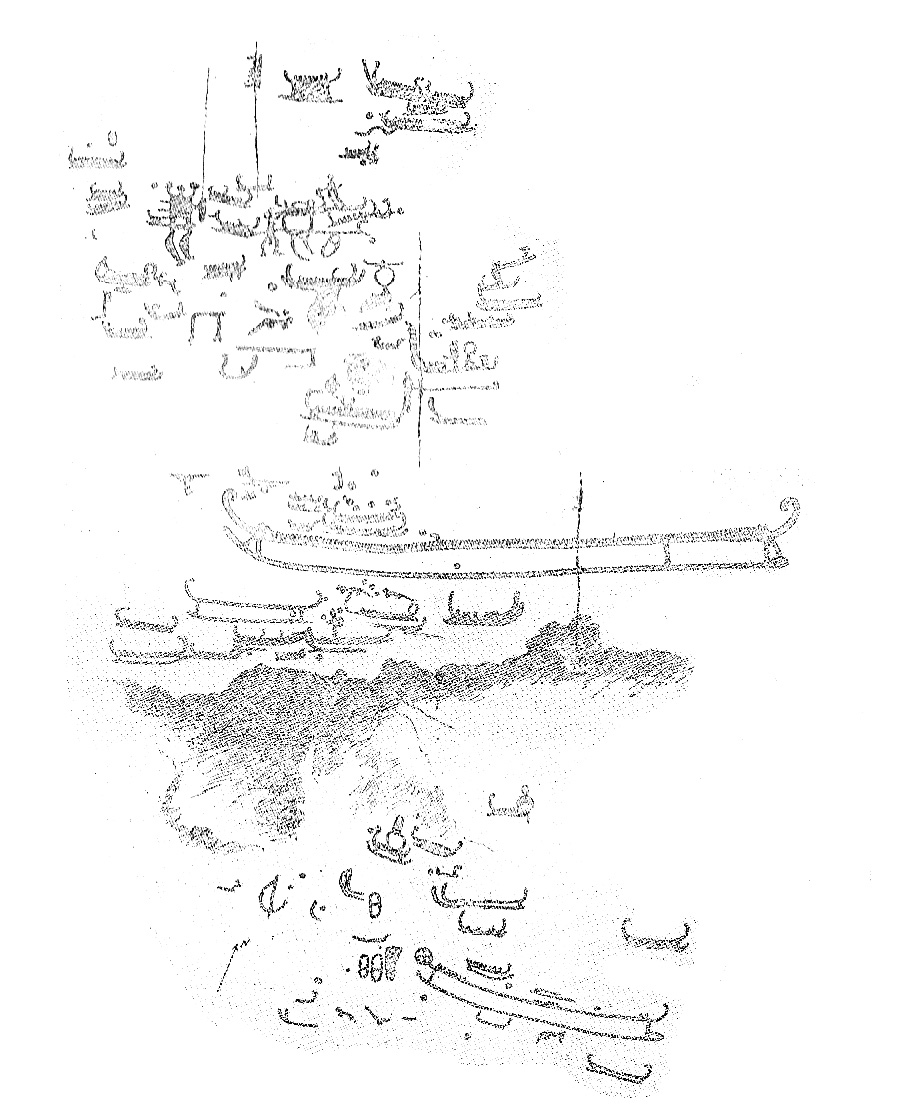
Schon bronzezeitliche Felsritzungen deuten auf Schiffbau und Seefahrt hin
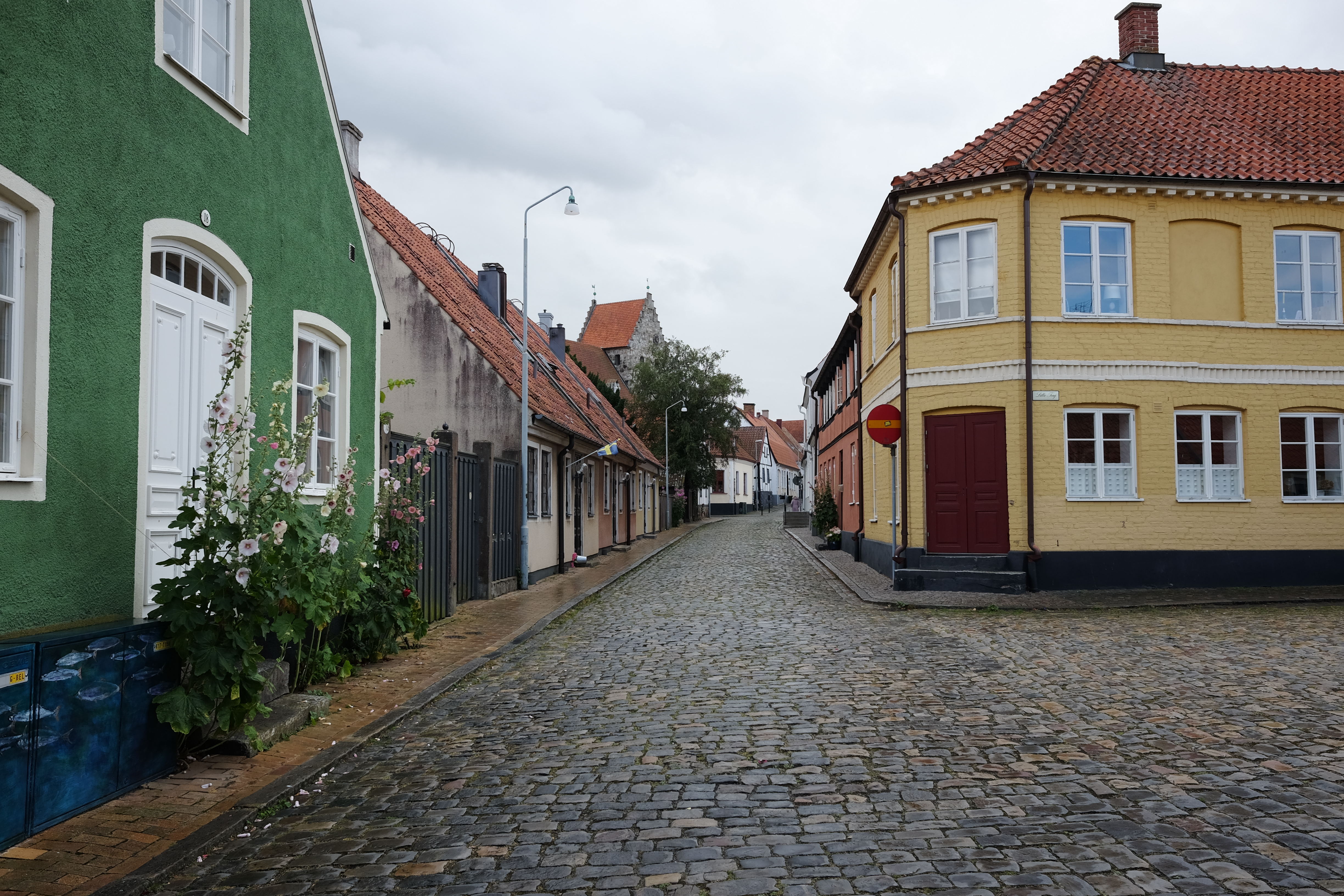
Straße mit ortstypischer Bebauung
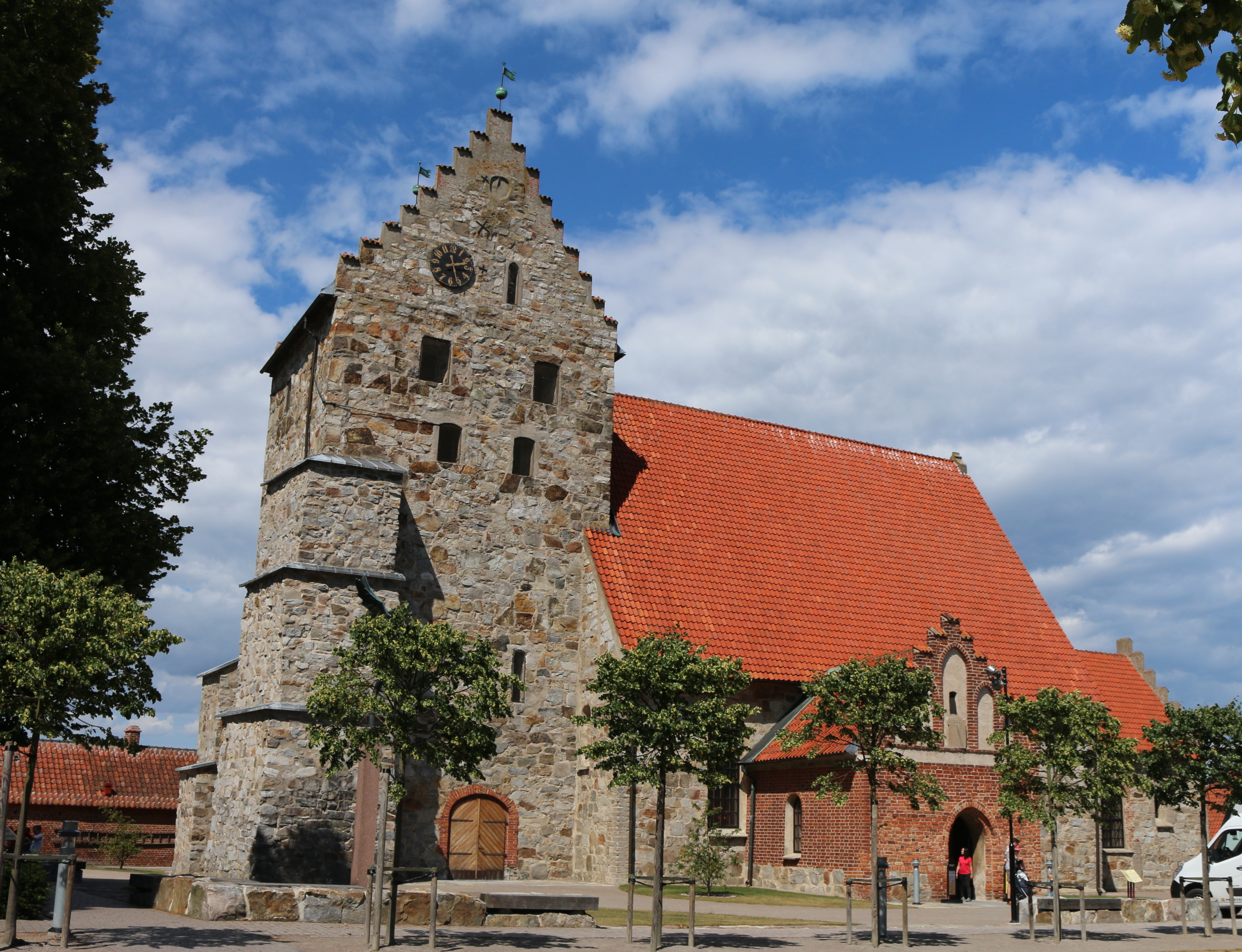
Sankt-Nikolai-Kirche
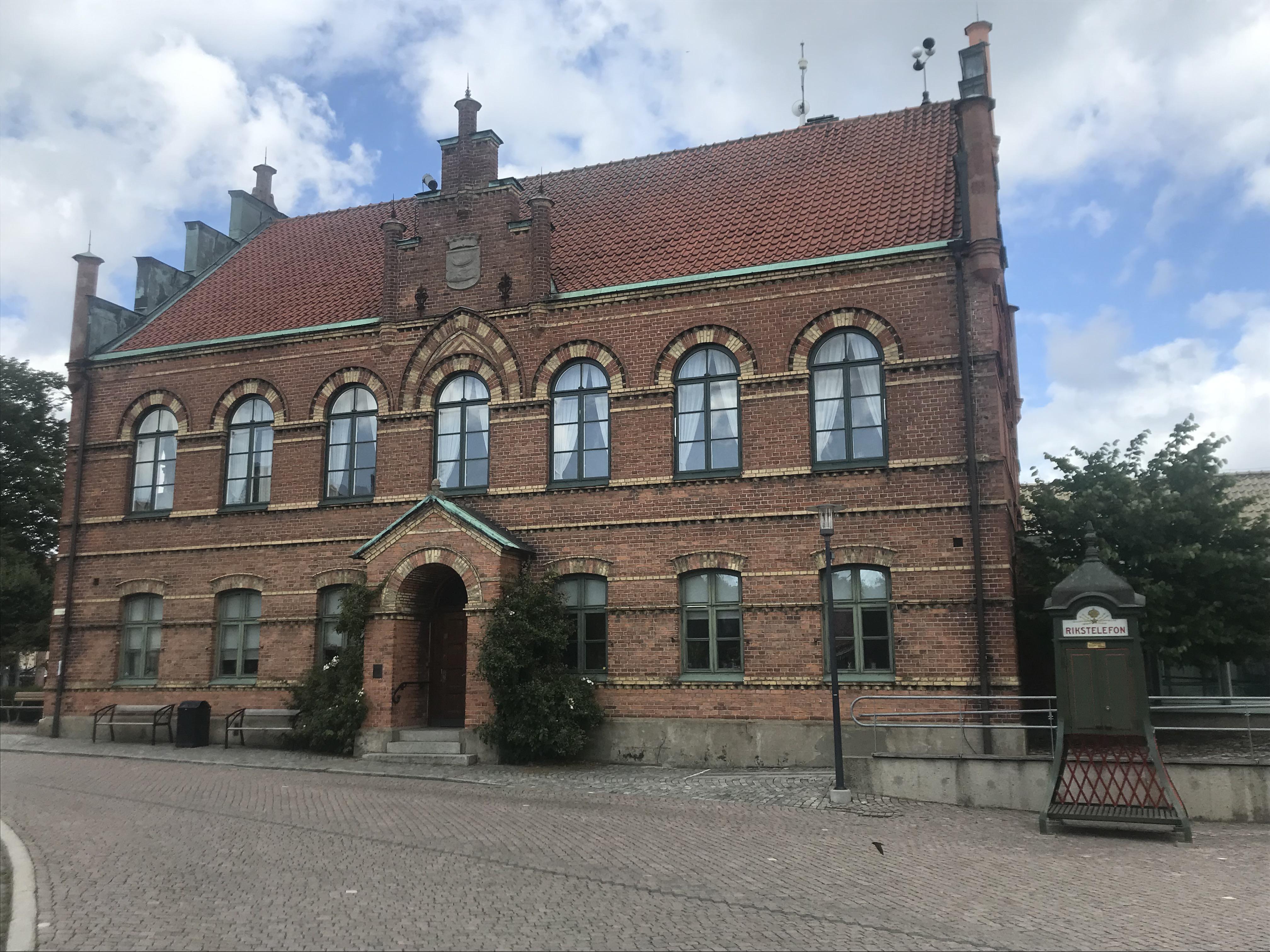
Rathaus
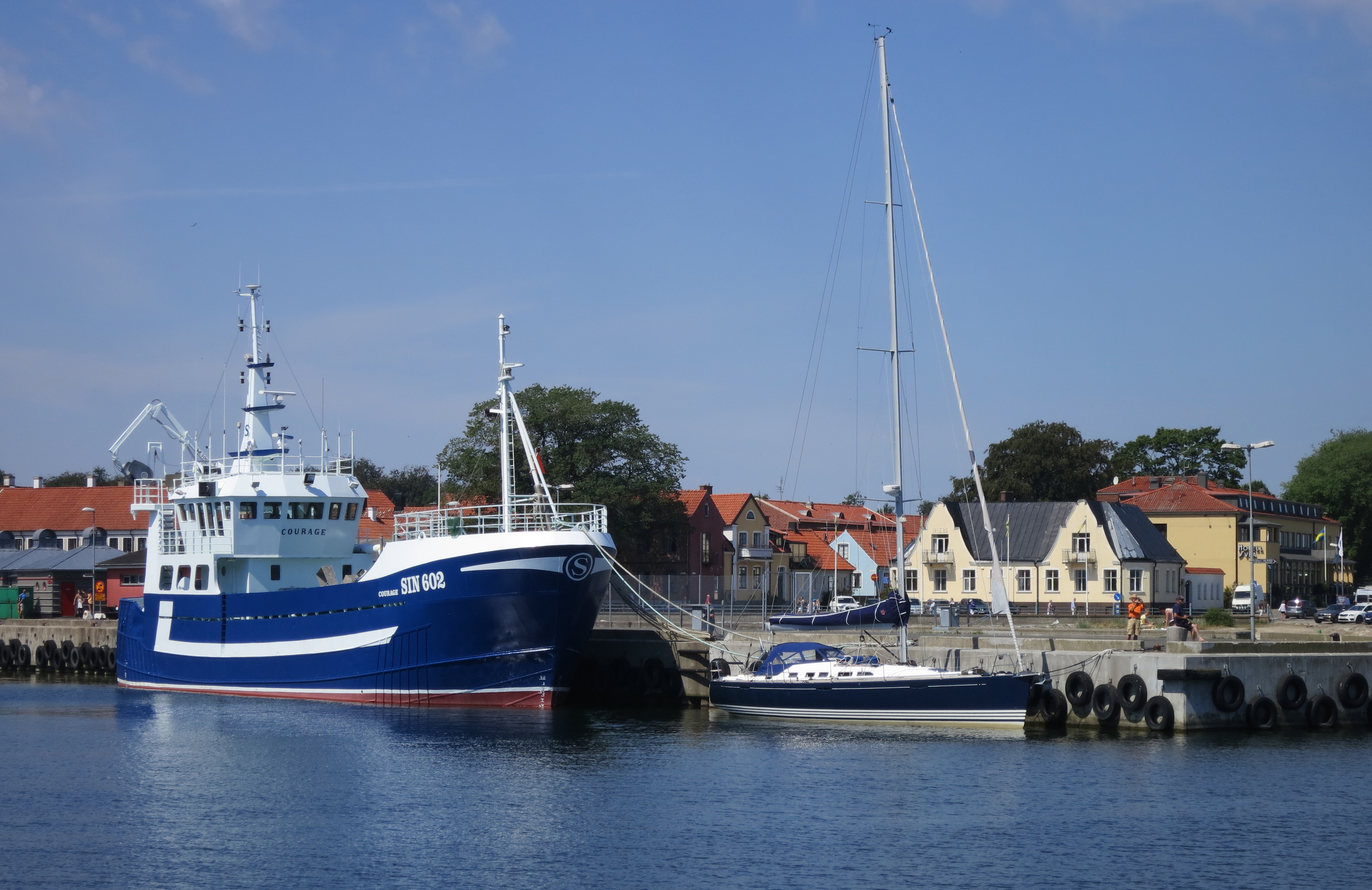
Fischereihafen